# Trichocarabodes celisi
Trichocarabodes celisi är en kvalsterart som först beskrevs av Balogh 1958.  Trichocarabodes celisi ingår i släktet Trichocarabodes och familjen Carabodidae. Inga underarter finns listade i Catalogue of Life.